# Capitulação de Granada

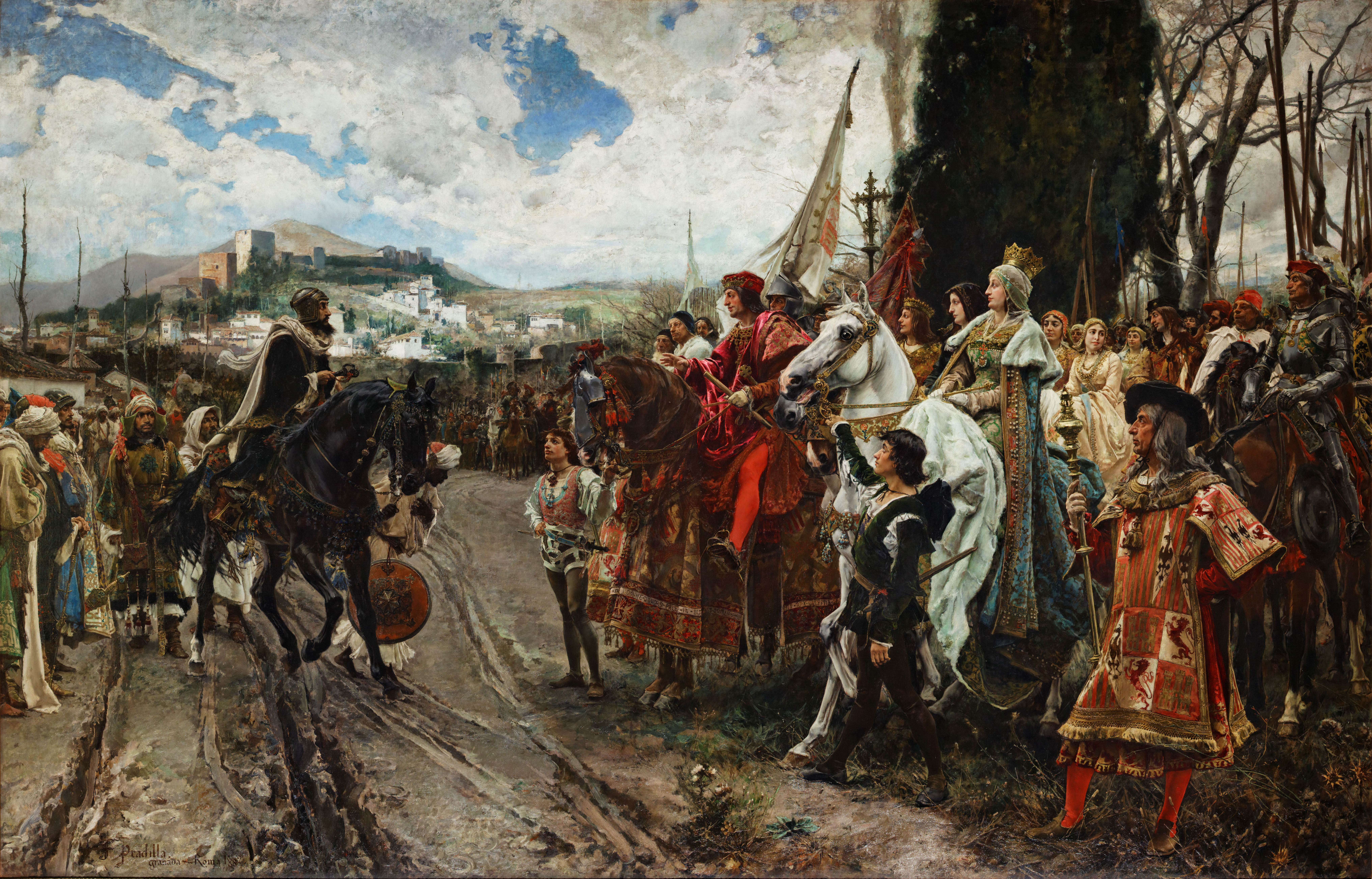
Entrega das chaves da cidade pelo próprio rei Boabdil à rainha Isabel I de Castela.

Situada na região da Andaluzia, Espanha, a cidade de Granada, fundada em 756 pelos árabes, é desde o século XIII a capital do reino muçulmano de Granada. A sua rendição, celebrada durante vários dias, é o culminar de dez anos de guerras, dois anos de importantes investimentos financeiros e põe fim a oito séculos de presença muçulmana na Península Ibérica.

## Antecedentes
O casamento de Isabel I de Castela com Fernando II de Aragão - mais tarde denominados Reis Católicos - não antevia o sucesso do casal no governo de Espanha. Com efeito, apesar do contributo para a unificação da actual Espanha, a nobreza não era consensual no que respeita à decisão sobre quem deveria ascender ao trono do país: houvera quem preferisse a infanta Joana, prometida a Afonso V de Portugal (que, por isso, também concorria ao trono). Porém, D. Joana era tida como filha ilegítima de Henrique IV de Castela, fruto de uma polémica relação da esposa do rei com um fidalgo.
Assim, Isabel I, meia-irmã do rei, faz-se proclamar rainha de Castela nas Cortes de Valladolid de 1473. Em 1479, Fernando II torna-se rei de Aragão e consuma-se a união dos dois reinos que, porém, ainda não era suficientemente forte, já que era cercado por Portugal, em plena expansão, a França dos Valois, a pequena Navarra e o reino de Granada.
Após quatro anos de tréguas, a guerra entre Granada e Castela reacende-se em 1481, embora não passe de breve escaramuças, ofensivas e cercos. Sabe-se que em 1487 se travaram perto de Málaga duros combates, na consequência dos quais cairia a cidade nas mãos dos cristãos. Depois, ao fim de seis meses de cerco, cede Barza.
Aproveitando alguns conflitos internos no reino de Granada, que entretanto se desagregara, reúnem os reis cerca de 60 mil homens na planície de Granada destinados a acabar com o conflito.

## Entrega das chaves da cidade
As negociações com o último rei mouro de Granada, Boabdil, começam no Outubro de 1491. Na véspera do dia 1 de Janeiro de 1492 Boabdil envia cerca de quatrocentos mouros como reféns, carregados de presentes para os reis, enquanto um grupo de oficiais toma a colina do Alhambra, a fim de ocupar pontos estratégicos. Na manhã do dia 2, segue Fernando de Aragão e a sua Corte, seguidos por Isabel com o príncipe João e as suas irmãs e, atrás, as tropas, ao encontro do rei mouro. Boabdil entrega as chaves da cidade diante de 100 000 espectadores muçulmanos, judeus, cristãos, castelhanos e estrangeiros e é içada, pela primeira, a bandeira dos reis de Espanha na mais alta torre do Alhambra. 
Não houve pilhagem nem saque; a vitória era celebrada por vários dias de festejos e por isto outorgava-lhes o Papa Alexandre VI o título de «Reis Católicos».
Boabdil estava obrigado a aceitar as condições dos vencedores, como a liberdade de culto, a segurança das pessoas, e a liberdade de emigrar levando ou vendendo os bens. Esta opção rapidamente se mostrou inevitável, provavelmente devido às situações constrangedoras em que se veriam os muçulmanos no seguimento da derrota. As pressões acumulam-se — a Inquisição representava uma forte ameaça ao islamismo e os impostos eram insuportáveis — e grande parte dos vencidos decide retirar-se no Outono de 1492, à semelhança de Boabdil. 
Rebentam as revoltas, pois as promessas dos Reis Católicos não estavam a ser cumpridas, e a Espanha vê-se vítima de represálias conduzidas a partir do Magrebe em algumas aldeias costeiras. A emigração assume agora um carácter de expulsão — que se coloca em paralelo com a dos judeus — e, com a recente descoberta da América (Índias Ocidentais).